# Seicercus affinis
El mosquitero de anteojos (Seicercus affinis) es una especie de ave paseriforme de la familia Phylloscopidae propia del sureste de Asia. 

## Distribución
Se encuentra diseminado por los montes y montañas del sureste de Asia, desde el Himalaya oriental hasta el este de China e Indochina.